# Ним-Ли-Пунит
Ним-Ли-Пуни́т, Nim Li Punit — археологический памятник цивилизации майя в округе Толедо, Белиз, в 40 км к северу от города Пунта-Горда. Название Nim Li Punit на языке майя означает «большая шляпа» и связано с головными уборами, изображёнными на одной из стел.
Ним-Ли-Пунит процветал в классический период, с 5 по 8 века. В период расцвета население города составляло 5-7 тыс. человек.
Сооружения, среди которых имеется несколько пирамид, группируются вокруг трёх площадей. Высота одной из пирамид достигает 12,2 метров. Стелы, найденные в городе, изображают правителей; некоторые из стел так и не были закончены.